# ガイウス・ユニウス・ブブルクス・ブルトゥス (紀元前317年の執政官)
ガイウス・ユニウス・ブブルクス・ブルトゥス（ラテン語: Gaius Iunius Bubulcus Brutus、生没年不詳）は紀元前4世紀の共和政ローマのプレブス（平民）出身の政治家・軍人。執政官（コンスル）や独裁官（ディクタトル）を歴任し、二度の凱旋式を挙行した。
また紀元前307年には監察官（ケンソル）を務め、サルース（en）女神の神殿を寄進しているが、これはプレブスが神殿を建立した最初の例であった。この神殿は抽象的な女神に捧げられた最初のものの一つであり、ガイウス・ユニウスは寄進を決定した後、建設までを管理監督した最初の将軍の一人であった。
記録に残るガイウス・ユニウスの実績は不明瞭であるが、彼が紀元前317年から紀元前302年にかけて何度も高位の官職を務めたことから、ティトゥス・リウィウスが述べるような特徴の無い人物ではないであろう。

## 経歴

### 最初のコンスルシップ
紀元前317年、ガイウス・ユニウスはパトリキ（貴族）出身のクィントゥス・アエミリウス・バルブラと共に執政官に就任した。二人は紀元前311年にも同時に執政官となっている。紀元前4世紀中ごろから紀元前3世紀初めにかけて、同じパトリキとプレブスの執政官コンビが何度か見られることから、両者融和の政治的な意図が示唆される。第二次サムニウム戦争の時代は、ローマの新たなエリート支配階級であるノビレス（新貴族）の形成時期であった。ノビレスはパトリキ、プレブス双方で構成され、その権力を上昇させていた。執政官として、ガイウス・ユニウスはウェスティニ族（en）に対する支配を回復するために、イタリア中部で軍事力を行使した。

### 二度目のコンスルシップ
紀元前313年、ガイウス・ユニウスは二度目の執政官に就任、同僚執政官は五度目の就任となるルキウス・パピリウス・クルソルであった。いくつかの資料では、彼はノラ、アティナおよびカラティア（en）を占領したとされている。

### 副官
翌紀元前312年には独裁官または独裁官ガイウス・スルピキウス・ロングスの副官に任命されており、マルキニ族（en）との戦いに派遣され、いくらかの成功を得ている。

### 三度目のコンスルシップ
紀元前311年、三度目の執政官に就任すると、サムニウムでの作戦を担当した。アウグストゥス時代の歴史家ティトゥス・リウィウスによると、エトルリアはサムニウムと同盟し、ローマの植民都市であるストゥリウム（現在のストリ）を攻撃していた。ガイウス・ユニウスは夜明けまで続いた戦いに勝利した。但し、作戦の結果自体は明確ではない。彼が得たのは、タリウム、カタラクタ、ケラウニリアといったあまり知られていない小さな街を占領した程度であった。リウィウスによると、クルウィアエ（現在のカーゾリ）を奪回し、ペントル（en、サムニウムの一支族）の街であるボウィアヌム（現在のボヤーノ）を占領したとするが、これは後にユニウス氏族が宣伝のために創作したものかもしれない。
紀元前1世紀の歴史家シケリアのディオドロスはローマ軍の行動を賞賛しており、他方12世紀の歴史家ゾナラス（em）の記述は好ましくない結末となっている。この評価の差は、ローマの勝利は小さく、損害も大きかったことを意味するものかもしれない
。勝利がどの程度のものであったにせよ、ローマに戻ったガイウス・ユニウスは凱旋式を実施している。
また、ガイウス・ユニウスと同僚のクィントゥス・アエミリウスは、前年の監察官アッピウス・クラウディウス・カエクスとガイウス・プラウティウス・ウェンノクスが提案した元老院の役割改革案を拒否している。

### 副官再び
ガイウス・ユニウスは紀元前310年と紀元前309年に独裁官ルキウス・パピリウス・クルソルの副官に就任しているが、紀元前309年の場合は彼自身が独裁官であった可能性もある。

### ケンソルシップ
紀元前307年、監察官として同僚のマルクス・ウァレリウス・マクシムス・コッリヌスと共に、道徳的な理由で元老院からルキウス・アンニウスを追放している。アンニウスは社会的契約事項を守らず、結婚時に処女であったにもかかわらず、彼の妻を離縁していた。

### ディクタトルシップ
紀元前302年には(再び)独裁官に就任するが、リウィウスのこの年の記録には混乱が見られる。リウィウスはガイウス・ユニウスとマルクス・ウァレリウス・コルウスが独裁官であったとするが（通常は独裁官は一人のみ）、少なくとも4つの戦線に対処する必要があったことから、複数が任命された可能性もある。ガイウス・ユニウスは紀元前304年から紀元前300年にかけての一連のアエクイ戦の一つを担当した。彼はアルバが植民化されたときの暴動を直ちに鎮圧し、二度目の凱旋式を行った。この時以降アエクイは独立した民族としては存在しなくなった。

## サルース神殿寄進

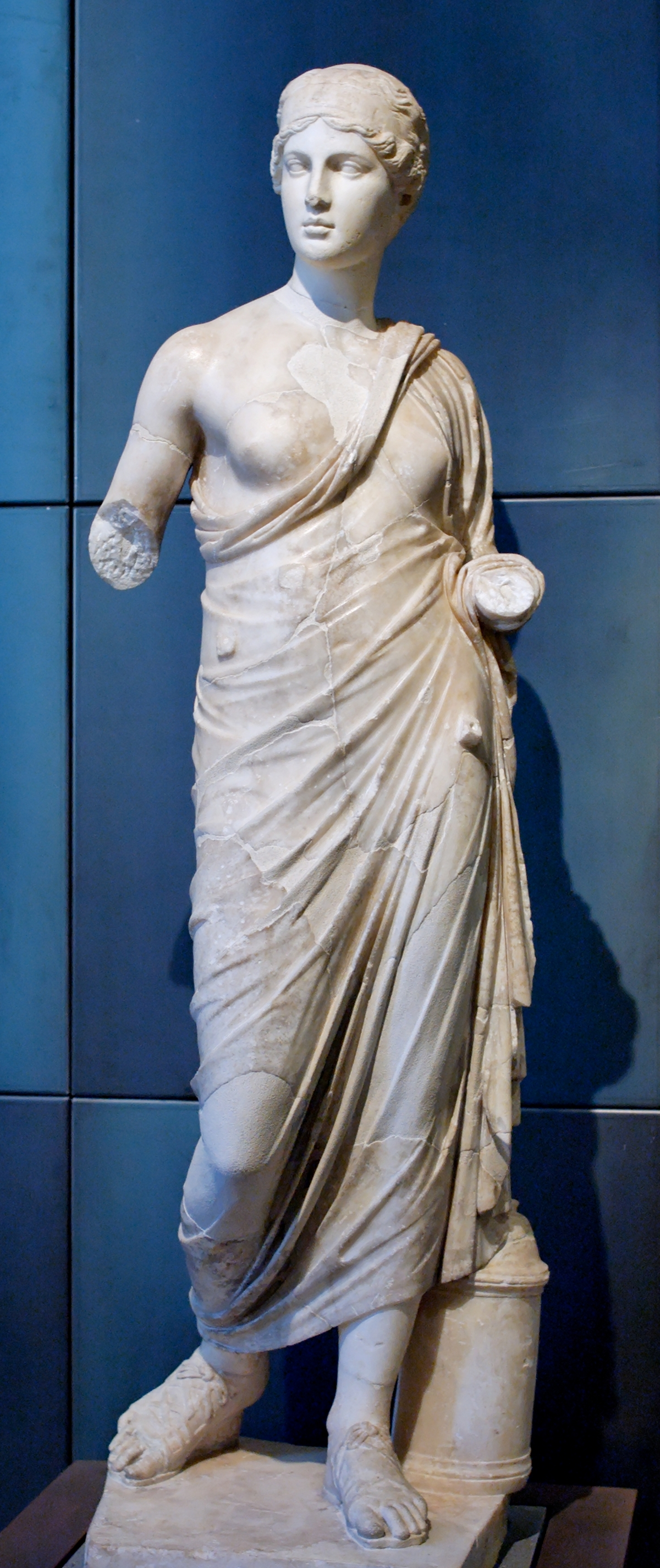
カピトリーノ美術館にあるサルースの石像

ガイウス・ユニウスは三度目の執政官の時、サムニウム軍の待ち伏せ攻撃に会ったが、このときユーピテルとマールスに祈り、サルースには脱出を誓った。
サルースは健康、富、安全、個人的・国家的困難からの救済の女神である。この頃は疫病も流行しており、紀元前313年にはガイウス・ポエテリウス・リボ・ウィソルスが、流行を抑えるための「釘打ち」の儀式のために任命されている。疫病の流行も、サルースの恩恵に対する畏敬を招いたと思われ、ガイウス・ユニウスはサルースに脱出を誓った戦闘の5年後、即ち、ケンソルを務めていた紀元前307年に、神殿の建設を公約したと思われる。紀元前302年には独裁官として、その奉納を監督している。
神殿にはクィントゥス・ファビウス・マクシムス・ルリアヌスの親戚のガイウス・ファビウス・ピクトル（en）が絵を描き、彼の家族のコグノーメンであるピクトル（画家）は、このときに得たものと思われる（ローマ最初の歴史家とされるクィントゥス・ファビウス・ピクトルは、彼の孫）。紀元前91年にデキムス・ユニウス・シラヌス（en）が鋳造したデナリウス銀貨にはサルースが刻印されているが、これは彼の祖先がこの神殿を建設したことを思い出させることを意図したものであろう。

## 参考資料
1. ↑  Livy 9.20.7, 21.1, 28.2, 30.1; Diodorus Siculus 19.77.1, 20.3.1 (where Ἰοὐλιος is an error for Iunius); Fasti Capitolini Chr. 354; Festus 458L. Unless otherwise noted, offices, dates and citations of ancient sources from T.R.S. Broughton, The Magistrates of the Roman Republic (American Philological Association, 1951, 1986), vol. 1, pp. 155, 158, 159, 160–161, 162, 165; vol. 2, p. 577.
2. ↑  Anna Clark, Divine Qualities: Cult and Community in Republican Rome (Oxford University Press, 2007), p. 50.
3. ↑  Richard D. Weigel, "Roman Generals and the Vowing of Temples, 500–100 B.C.," Classica et Mediaevalia (Museum Tusculanum Press, 1998), p. 122; Eric M. Orlin, Temples, Religion, and Politics in the Roman Republic (Brill, 1997), pp. 179–180.
4. ↑  Christopher John Smith, The Roman Clan: The gens from Ancient Ideology to Modern Anthropology (Cambridge University Press, 2006), p. 43.
5. ↑  Gary Forsythe, A Critical History of Early Rome: From Prehistory to the First Punic War (University of California Press, 2005), p. 269.
6. ↑  E.T. Salmon, Samnium and the Samnites (Cambridge University Press, 1967), p. 217.
7. ↑  Salmon, Samnium, p. 220, asserting that Livy is mistaken to attribute these actions to Decimus Junius Brutus, the consul of 325.
8. ↑  Livy 9.28.5–6; Diodorus 19.101.2. Livy notes that others say Poetelius Libo Visolus captured Nola.
9. ↑  Livy 9.29.3.
10. ↑  Fasti Capitolini, Degrassi 36f., 110, 420f.
11. ↑  Salmon, Samnium, p. 241.
12. ↑  Livy 9.32; Forsythe, Critical History p. 306.
13. ↑  Tim Cornell, The Beginnings of Rome: Italy and Rome from the Bronze Age to the Punic Wars (c. 1000–264 BC) (Routledge, 1995), p. 354.
14. ↑  Salmon, Samnium, p. 244.
15. ↑  Diodorus Siculus 20.26.3.
16. ↑  Zonaras 8.1.1.
17. ↑  Jane E. Phillips, "Current Research in Livy's First Decade," Aufstieg und Niedergang der römischen Welt II.30.2 (1982), pp. 1016–1017, summarizing the view of J.M. Libourel.
18. ↑  Livy 9.31–32; Diodorus 20.25 (placing instead both Junius and his consular colleague Aemilius Barbula in Apulia); Ida Östenberg, Staging the World: Spoils, Captives, and Representations in the Roman Triumphal Procession (Oxford University Press, 2009), p. 169.
19. ↑  Livy 9.30.1–2.
20. ↑  Livy 9.38.15, 40.8–9
21. ↑  See Broughton, MRR1, p. 158.
22. ↑  Valerius Maximus 2.9.2; Hans-Friedrich Mueller, Roman Religion in Valerius Maximus (Routledge, 2002), p. 195, note 54.
23. ↑  S.P. Oakley, A Commentary on Livy, Books VI–X (Oxford University Press, 2005, 2007), pp. 44–45.
24. ↑  凱旋式のファスティ
25. ↑  Salmon, Samnium, p. 256.
26. ↑  S.P. Oakley, A Commentary on Livy, Books VI–X (Oxford University Press, 2005, 2007), pp. 330–332; Richard D. Weigel, "Roman Generals and the Vowing of Temples, 500–100 B.C.," Classica et Mediaevalia (Museum Tusculanum Press, 1998), pp. 122 and 138. For an overview of the ritual, see T. Corey Brennan, The Praetorship of the Roman Republic (Oxford University Press, 2000), pp. 21–22, and H.S. Versnel, Triumphus: An Inquiry into the Origin, Development, and Meaning of the Roman Triumph p. 359–360 online.
27. ↑  Livy 9.43.25; Forsythe, Critical History, p. 342; Weigel, "Roman Generals and the Vowing of Temples," p. 138.
28. ↑  Livy 10.1.9.
29. ↑  Clark, Divine Qualities, pp. 50–52.
30. ↑  Clark, Divine Qualities, p. 141.